# Faggio evaporato
Per faggio evaporato si intende il legno di faggio sottoposto a riscaldamento mediante vapore. Lo scopo è quello di aumentare le qualità meccaniche e igrotermiche del legno, oltre che aumentare la resistenza ai funghi non presente in condizioni naturali.
L'utilizzo principale è nella falegnameria e nell'artigianato, e in qualsiasi situazione in cui ci sia un componente in legno curvo a cui aumentare la resistenza.